# 기린 (가수)
기린(KIRIN, 본명: 이대희, 본명 한자: 李大熙, 1985년 8월 22일 ~ )은 대한민국의 힙합 가수, 미술가, 영상예술가이다. 주로 1990년대 느낌의 뉴 잭 스윙 장르의 힙합 음악을 한다.

## 음반 목록

### 정규 앨범
- 《Space Anthem》 (2009년)
- 《그대여 이제》 (2011년)
- 《사랑과 행복》 (2014년)